# Arena das Dunas
Die Arena das Dunas (deutsch Dünen-Arena) ist ein Fußballstadion im Bairro Lagoa Nova der brasilianischen Stadt Natal, Bundesstaat Rio Grande do Norte, im Nordosten des Landes. Sie wurde für die Fußball-Weltmeisterschaft 2014 errichtet. Es wird vom Fußballverein América FC genutzt. Die Arena steht ca. 3 km südlich der Innenstadt direkt an der Bundesstraße BR-101 und bietet Platz für 31.375 Zuschauer inklusive 104 behindertengerechten Plätzen. 

## Geschichte

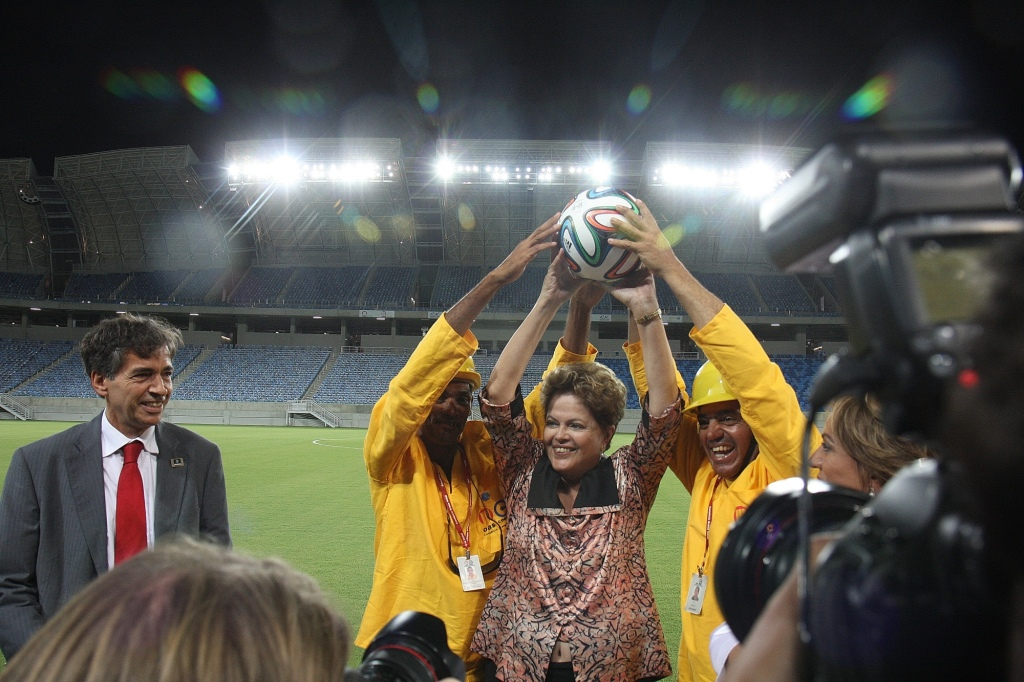
Dilma Rousseff bei der Eröffnung des Stadions im Januar 2014

An der Stelle der heutigen Arena stand seit 1972 das Machadão genannte Estádio Dr. João Cláudio Vasconcelos Machado. Nachdem Natal den Zuschlag für die Fußball-Weltmeisterschaft 2014 bekommen hatte, wurde beschlossen, das städtische Stadion abzureißen und an seiner Stelle eine moderne Fußballarena zu errichten.
Nach dem Baubeginn im Jahr 2011 konnte am 22. Januar 2014 die brasilianische Staatspräsidentin Dilma Rousseff das vom Architekturbüro Populous entworfene Stadion offiziell eröffnen und übergab es der FIFA in Person von Generalsekretär Jérôme Valcke. Die erste Partie bestritten vier Tage später am 26. Januar die Hausherren von América FC und AD Confiança (2:0).

## Spiele der Fußball-Weltmeisterschaft 2014
Während der Weltmeisterschaft fanden vier Spiele im Stadion statt.
|                                                                                   |   |                    |           |
| Fr., 13. Juni 2014 um 13:00 Uhr (18:00 Uhr MESZ) – Gruppe A                       |   |                    |           |
| Mexiko                                                                            | – | Kamerun            | 1:0 (0:0) |
| Mo., 16. Juni 2014 um 19:00 Uhr (Di., 17. Juni 2014 um 00:00 Uhr MESZ) – Gruppe G |   |                    |           |
| Ghana                                                                             | – | Vereinigte Staaten | 1:2 (0:1) |
| Do., 19. Juni 2014 um 19:00 Uhr (Fr., 20. Juni 2014 um 00:00 Uhr MESZ) – Gruppe C |   |                    |           |
| Japan                                                                             | – | Griechenland       | 0:0       |
| Di., 24. Juni 2014 um 13:00 Uhr (18:00 Uhr MESZ) – Gruppe D                       |   |                    |           |
| Italien                                                                           | – | Uruguay            | 0:1 (0:0) |

## Nutzung
Nach der Weltmeisterschaft wurden einige Tribünen zurückgebaut, da Natal derzeit über keinen Erstligaklub verfügt, der die hohe Kapazität benötigen würde. Hauptnutzer ist der América FC, der hier regelmäßig seine Heimspiele austrägt. Außerdem spielt auch der Lokalrivale ABC Natal gelegentlich in der Arena und auch die großen Klubs aus Rio de Janeiro oder São Paulo weichen manchmal hierher aus. Ansonsten wird die Arena für Konzerte genutzt.
Im Dezember 2015 fand hier das Vier-Nationen-Turnier statt.